# Palazzo Antonelli Dragonetti de Torres
Palazzo Antonelli Dragonetti de Torres è un palazzo storico dell'Aquila, attribuito a Sebastiano Cipriani.

## Storia
La storia del palazzo si intreccia con quella della famiglia Antonelli che, originaria dell'Umbria, si stabilì in Abruzzo a partire dal XIII secolo. Il casato ottenne dapprima la baronia di Forcella per poi acquisire numerosi altri feudi ed accrescere il proprio peso politico. In epoca rinascimentale, gli Antonelli si insediarono quindi all'Aquila, nel locale di Roio del quarto di San Giovanni. Qui, nel 1574, Camillo e Marino edificarono l'elegante palazzo Antonelli, il cui ingresso era situato su via Monteluco, dove rimane ancora oggi l'antico stemma della famiglia.
Insieme all'adiacente Palazzo Rivera, il complesso risultò gravemente danneggiato dal terremoto dell'Aquila del 1703 e restaurato nel 1712, poiché a quella data risulta abitato dalla famiglia di Giambattista Antonelli, unita per matrimonio a quella dei Branconio.  Il progetto del nuovo edificio, in severo stile barocco, è da attribuirsi all'architetto Sebastiano Cipriani che, come accadde anche alla residenza dei Rivera per mano di Luigi Filippi, conservò la preesistenza cinquecentesca inglobandola all'interno di un nuovo involucro settecentesco.
Per i complessi legami che univamo gli Antonelli alla corte di Spagna, il palazzo finì (forse per donazione) nelle mani dei de Torres, famiglia napoletana di origine iberica, stabilitasi in città con Ferrante de Torres nel 1572. Nel XIX secolo, con l'unione tra i de Torres e i Dragonetti, lo stabile divenne la dimora dell'influente casato, che vi impose la nuova denominazione; sul finire del secolo, il palazzo venne ulteriormente rinnovato.
Nella seconda metà del XX secolo, Palazzo Antonelli Dragonetti de Torres venne acquistato dalla Regione Abruzzo per allocarvi alcuni uffici e la sede regionale della RAI che, tuttavia, in seguito fu prevista a Pescara. Tra il 1981 ed il 1989 la struttura fu sottoposta a un lungo e complesso restauro. In seguito al sisma del 2009, il complesso ha riscontrato numerosi danni e, dal 2017, è sottoposto a nuovi lavori di consolidamento e ristrutturazione. Nel 2023 il palazzo è stato individuato come sede dell'Abruzzo Film Commission.

## Descrizione
Il palazzo è considerato una delle più alte espressioni dell'architettura civile aquilana. Occupa una porzione d'isolato tra la piazza Santa Maria di Roio, via Roio, via del Seminario e via Monteluco, nel cuore del quarto di San Giovanni; l'ampio isolato è completato ad ovest, verso la chiesa di Santa Maria di Roio dal meno noto Palazzo Rivera. 

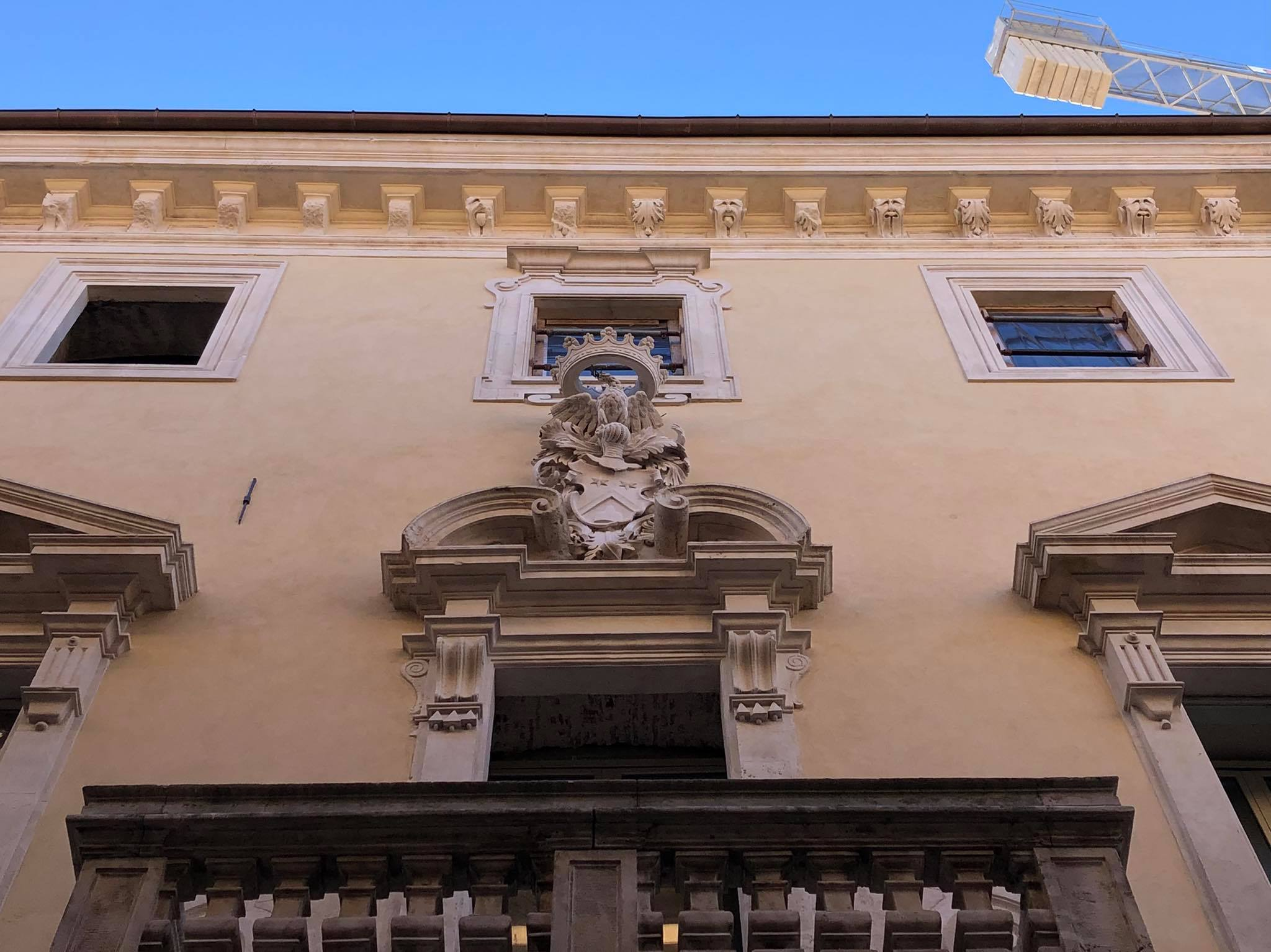
Dettaglio del portale-balcone su via Roio.

Il palazzo si configura come un ammodernamento della preesistente struttura cinquecentesca, soprattutto mediante la realizzazione delle due testate in stile barocco su via Roio e via del Seminario, databili alla prima metà del XVIII secolo ad opera dell'architetto di scuola romana Sebastiano Cipriani; in questo, si distingue dal “gemello” palazzo Rivera che vide una revisione del solo fronte occidentale, peraltro successivo e caratterizzato da influenze rococò. L'ammodernamento di palazzo Antonelli Dragonetti de Torres dovette comunque subire un'interruzione dei lavori, vista la mancanza d'uniformità del risvolto su via del Seminario. Inoltre, il vincolo della preesistenza è evidente nel ricorso, come nel palazzo Zuzi, ad operazioni di refusione di facciata, ossia la non rispondenza tra l'esterno e l'interno del palazzo. In alzato, presenta tre ordini con attico, similarmente ai vicini palazzi Persichetti e già citato Rivera, e ai concittadini Ardinghelli, Antinori, Manieri e Rustici, con i finestroni del piano nobile direttamente collegati ad una vistosa cornice marcapiano che quindi separa la porzione basamentale da quella effettivamente residenziale dell'edificio.
Gli accessi principali, tre in sequenza, sono localizzati su via Roio mentre un ingresso secondario, antico accesso al palazzo rinascimentale, è situato su via Monteluco, in corrispondenza dell'asse di via Ghibellini. L'imponente sistema di tre portali su via Roio presenta uno stile manierista, caratterizzato dal ricorso al portale-balcone, presente anche in palazzo Persichetti, ed impreziosito dal grandioso stemma dei Dragonetti de Torres, opera di Ercole Ferrata e ivi trasferito dalla residenza di via Santa Giusta; più smaccatamente cinquecentesco è invece il portale di via del Seminario, con arco a tutto sesto sormontato dall'antico stemma della famiglia Antonelli.
Internamente, il palazzo presenta un impianto complesso, articolato, come l'adiacente palazzo Rivera, su un sistema di tre differenti corti, tutte legate alla preesistenza rinascimentale. Il piano nobile offre una sequenza di sfarzosi saloni dipinti e decorati con stucchi. Tra gli ambienti interni è doveroso citare la sala denominata Alcova del Cardinale, storica camera da letto del potente cardinale Cosimo de Torres.